# Julius Moser
Julius Moser (8 novembre 1863 – 4 luglio 1929) è stato un entomologo tedesco.

## Biografia
Lavorò sulla fauna di vari continenti facendone anche una collezione, di cui molti furono acquistati da rivenditori di insetti. Moser trascorse la sua infanzia a Berlino e lasciò la sua collezione al Museum für Naturkunde. Descrisse molte specie soprattutto nel gruppo Cetoniinae
Era membro della Società Entomologica di Stettin e della Società Entomologica di Berlino.

## Opere
- Moser, J. 1901 Einige neue Cetoniden-Arten. Berliner entomologische Zeitschrift 46: 379-382.
- Moser, J. 1902a Einiges über die Arten der Gattung Eccoptocnemis Krtz. Berliner entomologische Zeitschrift 47: 144-146
- Moser, J. 1902b Neue Cetoniden-Arten. Berliner entomologische Zeitschrift 47: 283-287.
- Moser, J. 1903a Zwei neue Cetoniden-Arten. Berliner entomologische Zeitschrift 48: 145.
- Moser, J. 1903b Neue Cetoniden-Arten. Berliner entomologische Zeitschrift 48: 315-320.
- Moser, J. 1904 Neue afrikanische Cetoniden-Arten. Berliner entomologische Zeitschrift 48: 59-70.
- Moser, J. 1905 Neue Cetoniden-Arten. Annales de la Societe entomologique de Belgique 49: 210-216.
- Moser, J. 1906a Beschreibung neuer Cetoniden-Arten. Annales de la Societé entomologique de Belgique 50: 273-280.
- Moser, J. 1906b Beitrag zur Kenntnis der Cetoniden. Annales de la Soc. entomologique de Belgique 50: 395-404, 52: 85-96, 52(7): 252-261.
- Moser, J. 1909a Eine neue Lokalform von Goliathus giganteus Lam. Deutsche entomologische Zeitschrift 1909: 238.
- Moser, J. 1909b Neue Melolonthiden und Cetoniden. Annales de la Societe entomologique de Belgique 52(12): 353-367.
- Moser, J. 1913b Beitrag zur Kenntnis der Cetoniden. Deutsche entomologische Zeitschrift 1913: 601-616.
- Moser, J. 1913d Einige neue Arten der Cetoniden- Gattung Leucocelis. Revue de zoologie africaine 3: 170-178.
- Moser, J. 1914c Cetoniidae. Ergebnisse der zweiten Deutschen Zentral-Afrika-Expedition 1910-1911, unter Führung Adolf Friedrichs, Herzogs zu Mecklenburg l(3): 63-70.
- Moser, J. 1915a Einige neue afrikanische Cetoniden (Col.). Stettiner entomologische Zeitung 76: 332-338.
- Moser, J. 1915b Neue Melolonthiden und Cetoniden (Col.). Deutsche entomologische Zeitschrift 1915(6): 579-605.
- Moser, J. 1917a Beitrag zur Kenntnis der Cetoniden XVI. Deutsche Entomologische Zeitschrift 1917 (1/2): 1-22.
- Moser, J. 1917b Neue afrikanische Melolonthiden (Col.). Deutsche Entomologische Zeitschrift 1917, 183–256.
- Moser, J. 1919 Einige neue Cetoniden von Afrika und Madagaskar (Col.). Deutsche entomologische Zeitschrift 5(1): 35-41.
- Moser, J. 1922 Sammlungen der schwedischen Elgon Expedition im Jahre 1920. 3 und 4. Melolonthinae und Cetoniidae. Arkiv för zoologie 14(9): 1-4.
- Moser, J. 1924a Neue Melolonthiden und eine neue Cetonide vom Congo Belge (Col. Lamell.). Deutsche entomologische Zeitschrift 1924: 162-171.